# Llista de les ciutats de Somàlia

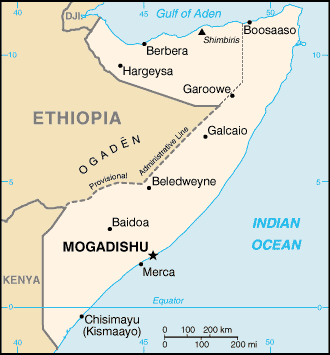
Mapa de Somàlia

Llista de les principals ciutats de Somàlia.
- Afgooye
- Baidoa
- Barawa (Baraawe)
- Bardera (Baardheere)
- Beledweyne
- Berbera (Somalilàndia)
- Boorama (Somalilàndia)
- Bosaso (Boosaaso)
- Bu'aale
- Burao (Somalilàndia)
- Ceerigaabo (Somalilàndia)
- Dhuusamarreeb
- Eyl
- Gaalkacyo (Galcaio)
- Gabiley (Somalilàndia)
- Galgala
- Garbahaarreey
- Garoowe
- Hafun
- Harardhere
- Hargeisa (Hargeysa) (Somalilàndia)
- Hobyo
- Jamaame
- Jowhar
- Kismaayo (Kisimayu)
- Laascaanood
- Marka (Merca)
- Mogadishu
- Qardho (Somalilàndia, en poder de Maakhir)
- Taleex (Somalilàndia, en poder de Puntland o Northland)
- Wajid (Waajid, Wajiid)
- Xuddur
- Zeila (Saylac)

Altres poblacions:
- Afbarwaaqo
- Afmadow
- Ainabo
- Arabsiyo
- Balad
- Bandar Beyla
- Bandiiradley
- Beledhawo
- Bitaale
- Budbud
- Bur Saalax
- Burtinle
- Buulaburte
- Beer
- Buurdhuubo
- Buurhakaba
- Caabudwaaq
- Carmooyin
- Ceek
- Ceel Huur
- CeelAfweyn
- Ceelbuur
- Ceelguula
- Dagaari
- Dalweyn
- Damala Xagare
- Dhamasa
- Diinsoor
- Docol
- Doolow
- Galinsoor
- Goldogob
- Gawaan Dheere (Gawaan)
- Jariban
- Jilib
- Korloofuul
- Laaleys
- Luuq
- Oog
- Quljeedo
- Ras Kamboni
- Roox
- Sakow
- Sarcade
- Sheikh (Somalilàndia)
- Tile
- Turdho
- Warsheikh
- Wisil
- Xarardheere
- Xingood